# Robot Rock
«Robot Rock» es la tercera pista del disco Human After All de Daft Punk, lanzado en 2005 como primer sencillo del álbum. Contiene elementos de la canción "Release the Beast" de la banda estadounidense de funk Breakwater. La canción también fue incluida en el recopilatorio Musique Vol. 1. Existe una versión de Soulwax"y también otra titulada "Maximum Overdrive", que fueron realizadas por los mismos Daft Punk y están publicadas en Human After All Remixes. Robot Rock fue utilizado por Daft Punk en su gira Alive 2007 en Robot Rock/Oh Yeah y en Touch It/Technologic.

## Video
Robot Rock: Se muestra Daft Punk en una especie de escenario de televisión de los años 70 donde aparecen Guy-Manuel de Homem-Christo tocando la batería y Thomas Bangalter tocando la guitarra y este toma más protagonismo al ir moviéndose por el escenario. En el escenario hay muchos televisores donde se puede ver el logo de Daft Punk y las carátulas de los sencillos de Robot Rock y Human After All y muchas luces alrededor del escenario. Robot rock (Maximum Overdrive) : Se muestra a Daft Punk igual que en el videoclip de Robot Rock solo que en blanco y negro y detrás de ellos una pantalla gigante donde se ve también a Daft Punk haciendo como un efecto espejo, y repitiendo escenas cortas y aumentando de velocidad según la canción. Este videoclip se publicó por primera vez en Musique vol. 1.

## Listado de canciones
| CDr, Ssencillo, Promo |                                  |          |  |
| N.º                   | Título                           | Duración |  |
| 1.                    | «Robot Rock» (Radio Edit)        | 3:07     |  |
| 2.                    | «Robot Rock» (Soulwax Remix)     | 6:30     |  |
| 3.                    | «Robot Rock» (Maximum Overdrive) | 5:56     |  |
| 4.                    | «Robot Rock» (Versión del álbum) | 4:48     |  |

## Posicionamiento en listas
| Lista (2005)                          | Mejor posición |
| ------------------------------------- | -------------- |
| Alemania (Media Control AG)           | 100            |
| Bélgica (Flandes) (Ultratop 50)       | 12             |
| Bélgica (Valonia) (Ultratop 50)       | 6              |
| España (Top 100 Canciones)            | 17             |
| Estados Unidos (Hot Dance Club Songs) | 15             |
| Finlandia (OFC)                       | 12             |
| Francia (SNEP)                        | 79             |
| Hungría (Dance Top 40)                | 38             |
| Irlanda (IRMA)                        | 33             |
| Italia (FIMI)                         | 38             |
| Reino Unido (UK Singles Chart)        | 32             |